# Mount Wood (Viktorialand)
Mount Wood ist ein etwa 1731 m hoher und isolierter Nunatak im ostantarktischen Viktorialand. Er ragt 21 km nordöstlich des Mount Kring und nördlich des David-Gletschers auf.
Der Kartograph D. B. McC Rainey vom Department of Lands and Survey in Neuseeland benannte ihn. Namensgeber sind Arthur F. Wood (1903–1978) und dessen Frau Marie (1904–1994), Pflegeeltern von Staff Sergeant Arthur Lyall Kring (1926–1972) vom United States Marine Corps, der als Navigator bei Flügen der Flugstaffel VX-6 der United States Navy im Dienst für neuseeländische Feldforschungsmannschaften in diesem Gebiet zwischen 1962 und 1963 tätig war.